# Драма любви (фильм)
«Драма любви» — советский фильм 1971 года режиссёра Шухрата Аббасова.

## Сюжет
Получив известие о гибели на фронте своего старшего сына Махкама, его отец, следуя законам шариата, вопреки воле невестки Зумрад и младшего сына, соединяет их узами брака. Но после войны весной 1946 года неожиданно возвращается Махкам. Узнав о происшедшем, он уходит из родных мест и поселяется у одинокой женщины Махбубы. Он устраивается шофёром на автобазу, где знакомится с Умаром. Умар пытается вовлечь Макхама в махинации с «левым» грузом. Но, когда Умар понимает, что бывший фронтовик не способен пойти на сделку с совестью, подстраивает аварию сталкивая Махкама и его машину в пропасть. Только счастливая случайность предотвращает трагедию. Махбуба, когда-то обманутая Умаром, всем сердцем полюбившая Махкама, поддерживает его, и новое большое чувство к этой женщине помогает Махкаму преодолеть одиночество и горечь.

## В ролях
- Пулат Саидкасымов — Махкам
- Аида Юнусова — Махбуба
- Хикмат Латыпов — отец Махкама
- Айша Джураева — Зумрад
- Якуб Ахмедов — Умар
- Даврон Умаров — Мураджан
- Наби Рахимов — Эргаш-ака
- Лютфи Сарымсакова — мать Умара
- Турсун Иминов — Хаким
- Айбарчин Бакирова — эпизод
- Раззак Хамраев — эпизод
- Бахтиёр Ихтияров — эпизод
- Хабиб Нариманов — эпизод
- Шарафат Шакирова — эпизод
- Сабахан Каримова — эпизод
- Гани Агзамов — эпизод

## Прокат
В прокате СССР с 12 июня 1972 года, фильм занял 46-е место в кинопрокате, его посмотрели 12 400 000 зрителей.

## Фестивали и награды
- Диплом и премия за режиссёрскую работу Ш. Аббасову на V Всесоюзном кинофестивале (1972)
- Премия ЦК ЛКСМ Узбекистана Ш. Аббасову за фильмы «Ташкент — город хлебный», «Ты не сирота», «Драма любви».